# Calciumjodide
Calciumjodide is het calciumzout van waterstofjodide, met als brutoformule CaI2. De stof komt voor als witte tot gele kristallen, die zeer goed oplosbaar zijn in water.

## Synthese
Calciumjodide kan bereid worden uit reactie van calciumcarbonaat, calciumoxide of calciumhydroxide en waterstofjodide:
{\displaystyle {\ce {CaCO3 + HI -> CaI2 + H2O + CO2}}}
{\displaystyle {\ce {CaO + 2HI -> CaI2 + H2O}}}
{\displaystyle {\ce {Ca(OH)2 + 2HI -> CaI2 + 2H2O}}}

## Toepassingen
Calciumjodide wordt gebruikt in de fotografie en verwerkt in halogeenlampen. Net zoals kaliumjodide is het een expectorans.